# Acylation
En chimie organique, une acylation est une réaction au cours de laquelle un groupement acyle est ajouté à une molécule, ce groupement étant transféré depuis un agent acylant.
Les halogénures d'acyle sont très utilisés comme agents acylants. En effet, ils forment des électrophiles puissants en présence de catalyseurs de type acides de Lewis. Ainsi, l'acylation de Friedel-Crafts utilise le chlorure d'acétyle pour effectuer une acylation du benzène, en présence de chlorure d'aluminium, selon un mécanisme de type substitution électrophile aromatique.
L'acylation d'un alcène permet de former une cétone, celle d'une amine permet d'obtenir un amide, et celle d'un alcool conduit à un ester. Dans ces deux derniers cas, le mécanisme de l'acylation est de type addition-élimination, l'amine ou l'alcool jouant le rôle de nucléophile.

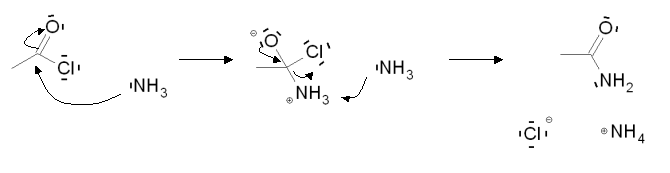
Formation d'un amide par acylation

Parmi les autres agents acylants couramment utilisés, figurent également les anhydrides d'acide. L'acide succinique est également couramment utilisé, au cours d'une réaction d'acylation particulière appelée succination.
L'utilisation de triéthylamine est toutefois dangereuse dans la mesure où cette dernière conduit très fréquemment à la formation d'un cétène par élimination du proton en alpha de la fonction C=O. La formation de cétène conduit alors à une dimérisation de ce dernier par cycloaddition. Afin d'éviter ce type de réaction parasite, on préférera l'utilisation de pyridine conduisant à la formation d'un sel de pyridinium et permettant également l'activation de la fonction acyle.
Cette réaction a plusieurs intérêts :
- elle permet de protéger une amine sous la forme d'un amide, fonction nettement moins réactive.
- elle permet de protéger une fonction acide carboxylique/dérivés d'acyle sous la forme d'un ester, protection très utilisée pour les sucres.
- dans le cas d'un dérivé aromatique, elle permet de modifier la régiosélectivité par rapport à l'amine initiale vis-à-vis d'une substitution électrophile aromatique ultérieure.

Le CoA SH permet l'activation et le transport des groupements acyles